# Louis-Ferdinand Céline
Louis-Ferdinand Céline, pseudoniem van Louis Ferdinand Destouches, (Courbevoie, 27 mei 1894 – Meudon, 1 juli 1961) was een Franse schrijver, arts en antisemitisch polemist. De roman Voyage au bout de la nuit (Reis naar het einde van de nacht) is zijn bekendste werk.

## Biografie
Céline was de voornaam van zijn grootmoeder. Tijdens zijn leven publiceerde hij acht romans, vier pamfletten, een toneelstuk en enkele balletten. Hij is na Marcel Proust een van de meest vertaalde Franse auteurs uit de twintigste eeuw. Van beroep was hij arts. Zijn literaire werk combineert nihilisme en pacifisme, in een levendige (humoristisch-ironische) stijl. Céline is controversieel, omdat hij tussen 1937 en 1941 enkele rabiaat antisemitische werken publiceerde, die tijdens de Tweede Wereldoorlog en in oktober 2008 werden herdrukt.
In de jaren 1907-1909 wordt Louis – zoals hij door zijn omgeving wordt genoemd – door zijn ouders naar Duitsland en Engeland gezonden, om daar de taal te leren. Zij beogen een loopbaan in de internationale handel voor hun zoon. Terug in Frankrijk, in november 1909, begint hij zijn werkzame bestaan als leerling bij diverse middenstandsbedrijven in Parijs.

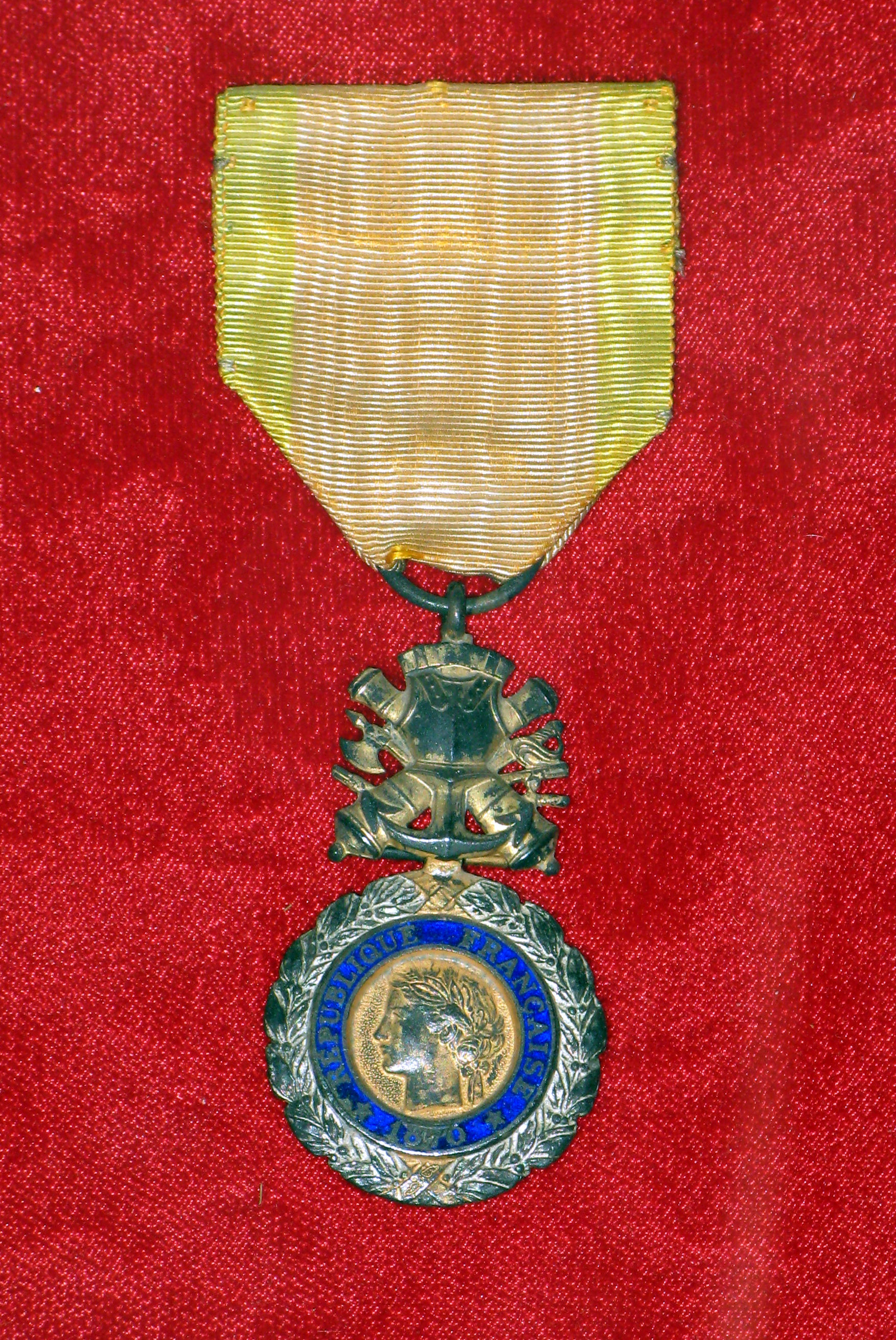
Médaille militaire

Op 21 september 1912 meldt hij zich als vrijwilliger voor drie jaar in het leger. Hij wordt geplaatst in het 12e cavalerieregiment kurassiers te Rambouillet, vlak bij Parijs – net als zijn geboorteplaats. Herinneringen aan deze tijd zal hij gebruiken in Voyage au bout de la nuit en in Casse-Pipe. Na het uitbreken van de Eerste Wereldoorlog krijgt hij zijn vuurdoop in Vlaanderen. In oktober 1914 raakt hij bij Poelkapelle ernstig gewond aan zijn rechterarm en ondanks enkele operaties blijft hij de rest van zijn leven voor zeventig procent invalide. Het levert hem een medaille op.
Op 24 november 1914 werd hem de Médaille militaire, een hoge Franse onderscheiding, toegekend. Hij kreeg ook het Croix de Guerre met een gouden ster op het lint als teken van een eervolle vermelding in een dagorder. Zijn militaire medaille was een van de eerste in de Eerste Wereldoorlog uitgereikte onderscheidingen en verleende hem veel aanzien.
Zijn oorlogservaringen spelen een doorslaggevende rol bij de totstandkoming van zijn latere pacifisme en nihilistisch pessimisme. In mei 1915 begint hij zijn werkzaamheden voor het Franse consulaat in Londen. Daar trouwt hij op 19 januari 1916 met Suzanne Nebout, een huwelijk dat hij niet aangeeft bij de Franse autoriteiten, zodat dit in officiële Franse ogen niet bestaat. Vervolgens, van maart 1916 tot februari 1917, beproeft hij zijn geluk in de toenmalige West-Afrikaanse Franse kolonie Kameroen.

### Medicus
Na het einde van de Eerste Wereldoorlog volgt hij de versnelde middelbareschoolopleiding (een voorrecht van oud-strijders) en daarna in drie jaar de universitaire opleiding tot arts. Hij treedt op 10 augustus 1920 voor de tweede maal (in officiële Franse ogen dus voor de eerste maal) in het huwelijk, ditmaal met Édith Follet, dochter van de directeur van de École de Médecine te Rennes. Met haar krijgt hij een dochter, Colette Destouches (15 juni 1920 – 9 mei 2011). In 1924 studeert hij af voor het Franse staatsdiploma van arts ('docteur en médecine') en zijn scriptie gaat over Ignaz Semmelweis met als titel La vie et l'œuvre de Philippe Ignace Semmelweis – een verhandeling die beschouwd kan worden als zijn eerste literaire werk. Hij verkrijgt echter geen universitaire promotie tot de graad van doctor, zoals soms aangenomen wordt. Vervolgens treedt hij op 27 juni 1924 in dienst van de Volkenbond in Genève. Hij reist in dat kader onder meer naar de Verenigde Staten, Nederland, Canada, Cuba en Engeland. In 1925 publiceert hij La Quinine en thérapeutique. In Genève kleedt hij zich als een dandy en hij leeft er gescheiden van vrouw en kind. Hij ontmoet er een jonge, Amerikaanse danseres, Elizabeth Craig.
Na beëindiging van zijn contract bij de Volkenbond vindt hij werk als arts in Clichy, een voorstad van Parijs. Tegelijkertijd is hij werkzaam bij een farmaceutisch laboratorium. In die tijd begint hij met schrijven.

### Schrijver
Nadat hij zich als huisarts in Parijs vestigt, publiceert hij op 5 oktober 1932 zijn eerste roman: Voyage au bout de la nuit (Reis naar het einde van de nacht), opgedragen aan Elizabeth Craig. De roman, uitgegeven bij Éditions Denoël, is meteen een succes en Céline ontvangt de Prix Renaudot, nadat hij de minstens even prestigieuze Prix Goncourt misloopt. De roman romantiseert Célines wederwaardigheden vanaf het begin van de Eerste Wereldoorlog tot aan het moment van publicatie.
Vier jaar later verschijnt Mort à crédit (Dood op krediet). Deze tweede roman kent minder succes dan zijn debuut.
Céline schroomt niet vrijpostige en taal vol seksuele toespelingen te gebruiken in zijn werk. Dit leidt nog voor de uitgave van de tweede roman tot een conflict tussen Céline en zijn uitgever Robert Denoël. Die laatste wil de plastische beschrijving van een verkrachting schrappen. Céline weigert deze censuur en uiteindelijk verschijnt het boek zonder de gecensureerde passages, maar in de plaats lege plekken. Pas in 1981 verschijnt een uitgave van Mort à crédit met de geschrapte passages.
Deze werken beïnvloedden vanwege de schrijfstijl en hun nihilisme talrijke naoorlogse schrijvers. De stijl van Voyage au bout de la nuit is klassiek, die van Mort à crédit is anders: korte zinnen, de befaamde drie puntjes aan het einde van zinnen komen voor het eerst voor en het woordgebruik baseert zich op de Parijse volkstaal, het ‘argot’.
In 2021 werden manuscripten, meestal ongepubliceerd teruggevonden, waaronder een ongepubliceerde roman.

### Vanaf 1940
Tijdens de Tweede Wereldoorlog wordt Céline hoofd van een huisartsenpost in Bezons en woont hij in een appartement in de rue Girardon in Montmartre. Op 23 februari 1943 treedt hij in het huwelijk met Lucette Almanzor, een ballerina en danspedagoge. In het vroege voorjaar van 1944 verschijnt zijn roman Guignol's band, waarvoor hij zijn verblijf van 1915 in Engeland als onderwerp koos. Op 14 juni 1944, na de geallieerde landing in Normandië, zoekt Céline zijn toevlucht in Duitsland. Hij vreest voor zijn leven in Parijs. Hij verblijft eerst in Baden-Baden en vertrekt vandaar naar Berlijn. Hij tracht Denemarken te bereiken, waar hij zijn spaargeld – in de vorm van goudstukken en goudstaven – heeft ondergebracht. Dit lukt hem niet. Hij komt terecht in Sigmaringen, waar hij zijn vak van arts uitoefent ten behoeve van Franse vluchtelingen: de kolonie van collaborateurs. Op 22 april 1945 reist hij naar Denemarken.
Enkele maanden na de Duitse nederlaag arresteert de Deense overheid hem, op verzoek van de Franse regering. Céline verblijft anderhalf jaar in de gevangenis en daarna wordt hij opgevangen door vrienden. Ondanks een uitleveringsverzoek van de Franse overheid (die vervolging tegen hem heeft ingesteld) weigert de Deense overheid hem uit te leveren. Op 21 februari 1950 veroordeelt de Parijse rechtbank hem tot een jaar gevangenisstraf en een boete van 50.000 francs. Op 25 april 1951 krijgt Céline amnestie en op 1 juli 1951 betreedt hij de Franse bodem. Hij vestigt zich met zijn vrouw in Meudon (bij Parijs). hij gaat opnieuw aan de slag als huisarts en schrijft een trilogie over zijn naoorlogse omzwervingen: D'un château l'autre, Nord en Rigodon. Deze laatste roman is onvoltooid en wordt door zijn weduwe Lucette Destouches en enkele vrienden gereed gemaakt voor publicatie.

## Antisemitisme
In veel van de werken van Céline zijn antisemitische elementen en racisme te vinden. Zo schrijft hij – teleurgesteld door de verkoopresultaten van Mort à crédit – Mea culpa, een korte anti-Sovjettekst. Dit brengt hem op het idee 'pamfletten' te schrijven. In slechts enkele maanden schrijft hij in 1937 Bagatelles pour un massacre en in 1938 L'École des cadavres, beide zeer succesvol. In deze teksten spreidt hij een radicaal antisemitisme tentoon, naast de uitgesproken wens om Frankrijk te verbinden aan Hitler-Duitsland. Ook zegt Céline niets van Hitler te vrezen. In 1941 verschijnt een derde werk in dat genre, Les beaux draps. Dit werk is behalve antisemitisch ook gekant tegen de vrijmetselarij.
Hij schrijft een dertigtal 'open brieven' aan diverse Duitsgezinde kranten en tijdschriften, waarin hij openlijk getuigt van zijn antisemitisme. In die brieven profileert Céline zich als de zelfgekozen koning van het Franse racisme, hij beklaagt de (in zijn ogen) gebrekkige Jodenvervolging en hij valt vrijmetselaars, communisten en gaullisten aan. Volgens hem is twee derde van het Franse volk onzuiver van ras. Toch waakt hij ervoor zich rechtstreeks te verbinden aan de Duitse bezetter of aan de collaborerende Franse overheid. Hij heeft zichzelf nimmer als collaborateur beschouwd. Zo is Céline op de hoogte van het feit dat zijn onderburen lid zijn van het verzet en geregeld geallieerde piloten huisvesten en geeft hij medische hulp aan deze groep. Ook verstrekt hij medische attesten aan Fransen die de verplichte arbeidsdienst in Duitsland trachtten te ontduiken.
Na de Tweede Wereldoorlog beklemtoont hij meermalen dat hij met de openbaarmaking van zijn politieke en raciale standpunten beoogde dat Frankrijk uit de (in zijn ogen) onontkoombare oorlog zou blijven.

## Nalatenschap
Céline overlijdt op 1 juli 1961 op 67-jarige leeftijd in zijn woning te Meudon als gevolg van een hersenbloeding. Hij wordt op 4 juli in stilte ter aarde besteld op de begraafplaats van Meudon.
Na de geallieerde landing in Normandië op 6 juni 1944 ontvlucht de schrijver op 14 juni met zijn echtgenote overhaast Frankrijk. Hij gaat naar nazi-Duitsland. Céline is genoodzaakt veel brieven, teksten, foto's, tekeningen, manuscripten en ongepubliceerd werk achter te laten in zijn appartement in de Parijse Rue Girardon. Tot zijn dood in 1961 houdt hij vol dat 'plunderaars' na zijn vlucht het appartement hebben leeggeroofd, waarbij ook manuscripten en andere persoonlijke teksten zijn ontvreemd. Onder de meegenomen manuscripten zou zich het volledige manuscript van 'Casse-pipe' (Kanonnenvoer) bevinden, het boek dat samen met 'Voyage au bout de la nuit' en 'Mort à credit' een triptiek zou vormen volgens de auteur. Hij geeft diverse malen – onder andere in een brief aan zijn vriend Pierre Monnier (1950), in D’un château l’autre (1957) en enkele dagen voor zijn dood in 1961 in Rigodon – te kennen dat duizenden pagina's teksten, brieven en manuscripten zijn ontvreemd. In augustus 2021 wordt duidelijk dat deze manuscripten en persoonlijke teksten van Céline inderdaad zijn meegenomen uit het appartement en, waarschijnlijk na 2000, terechtgekomen bij Jean-Pierre Thibaudat, een kunstcriticus van de krant La Libération. In 1982 werd Thibaudat benaderd door nazaten van een oud-verzetsstrijder die in 1945 in het appartement van Celine was ingetrokken. Thibaudat mocht de manuscripten hebben onder de voorwaarde dat ze pas zouden worden gepubliceerd na de dood van Célines weduwe Lucette Destouches. In 2019 overleed zij op 107-jarige leeftijd. In 2022 verschenen hierdoor twee uit de jaren dertig daterende romans die gedistilleerd zijn uit deze manuscripten, Guerre (Oorlog) en Londres.

## Werk
Naast het gebruik van spreektaal en de drie puntjes kenmerkt Célines werk zich door de hyperbool die alledaagse gebeurtenissen tot reusachtige proporties opblaast. Hij gebruikt hiervoor autobiografische elementen die in werkelijkheid een stuk minder explosief zijn dan in zijn romans. Op latere leeftijd vervagen de grenzen tussen de schrijver Louis-Ferdinand en de ik-persoon Ferdinand uit zijn boeken. Door zijn stellingname tegen de joden voor en tijdens de Tweede Wereldoorlog wordt de schrijver precies zoals Ferdinand in zijn romans een paria in de Franse samenleving. Hij moest de wijk nemen naar Denemarken om de doodstraf te ontlopen. Daar werd hij echter opgepakt, maar kwam ervan af met een 4-jarige gevangenisstraf. Zijn ervaringen in het cachot beschreef hij in D'un château l'autre.

### Romans
- 1932 – Voyage au bout de la nuit, Denoël & Steele, 1932 (in 1934 verscheen een eerste Nederlandse vertaling, onder de titel Reis naar het eind van de nacht, door J.A. Sandfort; in 1968 verscheen een tweede vertaling, van de hand van E.Y. Kummer, Reis naar het einde van de nacht, die daarmee in 1972 de Martinus Nijhoff Vertaalprijs verwierf.)
- 1936 – Mort à crédit, Denoël & Steele (vertaling in het Nederlands als: Dood op krediet door Frans van Woerden; Van Woerden ontving voor zijn Célinevertalingen in 1988 de Martinus Nijhoff Vertaalprijs en in 1991 de Aristeionprijs.)
- 1944 – Guignol's band, Denoël (vertaling in het Nederlands als: Guignol's Band door Frans van Woerden)
- 1949 – Casse-pipe, F. Chambriand (vertaling in het Nederlands als Kanonnevoer door H.W. Bakx en P. de Bruin)
- 1952 – Féerie pour une autre fois, Gallimard (vertaling in het Nederlands als Feeërie voor een andere keer door Frans van Woerden)
- 1954 – Normance, Féerie pour une autre fois II, Gallimard (vertaling in het Nederlands als Normance. Feeërie voor een andere keer II door Frans van Woerden)
- 1957 – D'un château l'autre, Gallimard (vertaling in het Nederlands als Van het ene slot naar het andere door Frans van Woerden)
- 1960 – Nord, Gallimard (vertaling in het Nederlands als Noord door Frans van Woerden)
- 1964 – Le Pont de Londres: Guignol's band II, Gallimard (vertaling in het Nederlands als De Brug van Londen, Guignol's Band II door Frans van Woerden)
- 1969 – Rigodon, Gallimard (Nederlandse vertaling als Rigodon door Frans van Woerden)
- 2022 – Guerre, Gallimard (vertaald in het Nederlands als Oorlog door Rokus Hofstede, 2023)
- 2022 – Londres, Gallimard (vertaald in het Nederlands als Londen door Reintje Ghoos en Jan Pieter van der Sterre, 2024)
- 2023 – La Volonté du Roi Krogold suivi de La Légende du Roi René. (vertaald in het Nederlands als De wil van koning Krogold gevolgd door De legende van koning René door Tatjana Daan, 2024)

### Pamfletten
- 1936 – Mea culpa, Denoël
- 1937 – Bagatelles pour un massacre, Denoël
- 1938 – L'école des cadavres, Denoël
- 1941 – Les beaux draps, Nouvelles Éditions Françaises

### Briefwisselingen
- 1979 – Cahiers Céline 5: Lettres à des amies. Gallimard.
- 1981 – Cahiers Céline 6: Lettres à Albert Paraz 1947-1957. Gallimard.
- 1984 – Lettres à son avocat: 118 lettres inédites à Maître Albert Naud. La Flûte de Pan.
- 1985 – Lettres à Tixier: 44 lettres inédites à Maître Tixier-Vignancour. La Flûte de Pan.
- 1987 – Lettres à Joseph Garcin (1929-1938). Librairie Monnier.
- 1988 – Lettres à Charles Deshayes, 1947-1951. Bibliothèque de Littérature Française Contemporaine.
- 1989 – Le questionnaire Sandfort, précédé de neuf lettres inédites à J.A. Sandfort. Librairie Monnier.
- 1991 – Lettres à la N.R.F. 1931-1961. Gallimard.
- 1991 – Lettres à Marie Bell. Aigre, Du Lérot.
- 1991 – Céline et les éditions Denoël, 1932-1948. Paris, IMEC.
- 1995 – Lettres à Marie Canavaggia, 1: 1936-1947. Tusson, Du Lérot.
- 1995 – Lettres à Marie Canavaggia, 2: 1948-1960. Tusson, Du Lérot.
- 1998 – Lettres de prison à Lucette Destouches et à Maître Mikkelsen (1945-1947). Gallimard.
- 2002 – Lettres à Antonio Zuloaga (1947-1954), texte établi, présenté et annoté par Eric Mazet, préface de Philippe Sollers, La Sirène, 2002 (imprimerie Du Lérot, Tusson).

### Door Tardi geïllustreerde romans
De Franse striptekenaar Jacques Tardi illustreerde in de tachtiger jaren een luxueuze uitgave van Reis naar het einde van de nacht. Deze editie werd in het Nederlands uitgebracht. Het boek bevat honderddertig houtskooltekeningen. Ook Kanonnevoer en Dood op krediet werden later door Tardi geïllustreerd, maar verschenen niet in het Nederlands.
- 1988 – Reis naar het einde van de nacht, Van Oorschot
- 1989 – Casse-pipe, Futuropolis (niet vertaald)
- 1991 – Mort à crédit, Futuropolis (niet vertaald)

### Overig
- 1924 – La vie et l'œuvre de Philippe Ignace Semmelweis. Simon, Rennes.
- 1925 – La Quinine en thérapeutique. Librairie O. Doin, Parijs.
- 1933 – L'église. Denoël & Steele, Parijs.
- 1948 – Foudres et flèches. Éd. F. Chambriand, Parijs.
- 1950 – Scandale aux abysses. Éd. F. Chambriand, Parijs.
- 1955 – Entretiens avec le professeur Y. Gallimard, Parijs.
- 1959 – Ballets sans musique, sans personne, sans rien. Gallimard, Parijs. Bevat: La Naissance d'une fée, Voyou Paul, brave Virginie en Van Bagaden, die reeds verschenen waren in Bagatelles pour un massacre, daarnaast Foudres et flèches en Scandale aux abysses.
- 1963 – Carnet du Cuirassier Destouches. Céline begon dit notitieboekje te schrijven in november 1913, iets meer dan een jaar na zijn inlijving in het 12e regiment van Rambouillet cuirassiers in september 1912. Vanaf augustus 1913 was hij brigadier. Hij beschreef het militaire leven en emoties in zijn dagelijks leven. Het notitieboek toont duidelijk de eerste antimilitaristische gevoelens van de auteur, gevoelens die bijna twintig jaar later worden bevestigd in Reis naar het einde van de nacht. Céline beschrijft onder meer de klusjes, de fysieke testen en het pesten waar hij vaak het onderwerp van is. Hij bewaart het schrift tot het begin van de oorlog in augustus 1914. In 1963 werd het voor het eerst gepubliceerd. Het is in het Nederlands vertaald als Notitieboekje van kurassier Destouches.
- 1983 – Arletty, jeune fille dauphinoise. La flûte de Pan, Parijs.
- 1987 – Préfaces et dédicaces. Du Lérot, Tusson.
- 1997 – Histoire du petit Mouck. Éditions du Rocher.
- 1978 – Progrès. Mercure de France, Parijs.
- 1979 – Van de ene dood naar de andere. Privé-Domein nr. 55. De Arbeiderspers, Amsterdam, red. en vert. Emmanuel Kummer.
- 1983 – Brieven aan vriendinnen. Privé-Domein nr. 88. De Arbeiderspers, Amsterdam, red. en vert. Jan Versteeg.
- 1994 – Sterven of liegen. Privé-Domein nr. 196. De Arbeiderspers, Amsterdam, red. en vert. Jan Versteeg.

- Bibsys: 90068905
- Biblioteca Nacional de Chile: 000035774
- Biblioteca Nacional de España: XX822960
- Bibliothèque nationale de France: cb11895729d (data)
- Catàleg d'autoritats de noms i títols de Catalunya: 981058524238406706
- CiNii: DA00331165
- Digitale Bibliotheek voor de Nederlandse Letteren: celi002
- Gemeinsame Normdatei: 118519867
- International Standard Name Identifier: 0000 0003 6864 0226
- Library of Congress Control Number: n79063419
- Nationale Bibliotheek van Letland: 000040019
- MusicBrainz: 22220116-8fce-4bfd-8c8f-aa11ebf72487
- Bibliotheek van het Japanse parlement: 00435592
- Nationale Bibliotheek van Tsjechië: jn19981000542
- Nationale bibliotheek van Australië: 35729699
- Nationale Bibliotheek van Israël: 987007260012305171
- Nationale Bibliotheek van Polen: a0000001182056
- Nationale en Universitaire bibliotheek Zagreb: 000052518
- Nederlandse Thesaurus van Auteursnamen: 068783884
- RKD-Nederlands Instituut voor Kunstgeschiedenis: 414769
- Istituto Centrale per il Catalogo Unico: CFIV030337
- LIBRIS: 180759
- SNAC: w6vd73sx
- Système universitaire de documentation: 026774240
- Trove: 1061270
- Union List of Artist Names: 500340530
- Virtual International Authority File: 36916020
- WorldCat: E39PBJwRYvC77Rh6xvtTGgjV4q